# Paulinha
Paula Andressa Santiago Baptista Pires, mais conhecida como Paulinha (Rio de Janeiro, 14 de fevereiro de 1988) é uma futebolista brasileira que atua como lateral-direita. Atualmente, joga no Corinthians.

## Carreira
Em 2008 e 2009, atuou respectivamente pelo Duque de Caxias e pelo Corinthians.
Entre 2010 e 2012, jogou pelo Foz Cataratas Futebol Clube, quando venceu a Copa do Brasil de Futebol Feminino. Em 2012, começou a jogar pelo São José, onde permaneceu até 2015.
Atuou no Corinthians de 2016 a 2022, alcançando a expressiva marca de 190 partidas, se tornando a segunda jogadora com mais jogos pelo clube até então.

### Seleção brasileira
Participou da campanha da Seleção Brasileira na Copa Mundial do Chile sub-20, em 2008.

## Títulos

### Corinthians/Audax
- Copa do Brasil: 2016
- Copa Libertadores da América: 2017

### Corinthians
- Campeonato Brasileiro: 2018, 2020, 2022, 2023, 2024
- Copa Libertadores da América: 2019, 2023, 2024
- Campeonato Paulista: 2019, 2020, 2023
- Supercopa do Brasil: 2022, 2023
- Copa Paulista: 2022